# ホレーショー・トローム
ホレーショー・トローム（スペイン語: Horatio Tertuliano Torromé、1861年 - 1920年9月16日）は、ブラジル、リオデジャネイロ出身、アルゼンチンのフィギュアスケート選手（男子シングル）。フィギュアスケート審判員。1908年ロンドンオリンピックアルゼンチン代表。

## 主な戦績
| 大会/年        | 1904-05 | 1905-06 | 1907-08 |
| -------------- | ------- | ------- | ------- |
| オリンピック   |         |         | 7       |
| イギリス選手権 | 1       | 1       |         |